# Ropuchovití
Ropuchovití (Bufonidae) je významná a rozšířená čeleď žab.

## Rozšíření
Ropuchovití jsou přirozeně rozšířeni téměř kosmopolitně, kromě Antarktidy, Grónska, Nové Guiney, Madagaskaru, Austrálie a Nového Zélandu. V těchto oblastech však mohou vystupovat jako zavlečené druhy: příkladem je vysoce invazivní ropucha obrovská (Rhinella marina).

## Vzhled
Dosahují délky 2-23 cm. Tělo je zavalité, hlava široká, končetiny krátké. Drsná kůže je často pokryta bradavicemi. Za hlavou se nacházejí výrazné příušní žlázy. Některé druhy rodu Atelopus jsou štíhlejší s delšími končetinami. Zbarvení těla je hnědé, zelené, černé a žluté; žáby rodu Atelopus jsou někdy velmi pestrobarevné. Dospělí jedinci žijí na souši. Samice většiny druhů snášejí vejce do vody. U některých druhů je přímý vývoj. Zuby nejsou vůbec přítomny, ve srovnání s ostatními skupinami žab, kde se zuby vyskytují alespoň na vrchní čelisti (premaxile, maxile či vomeru).

## Podřízené taxony
Ropuchovitých existuje okolo 500 druhů ve více než 35 rodech.
| Latinské (české) druhové jméno a autor               | Druhy |
| ---------------------------------------------------- | ----- |
| Adenomus Cope, 1861                                  | 3     |
| Altiphrynoides Dubois, 1987                          | 2     |
| Amietophrynus Frost et. al., 2006                    | 38    |
| Andinophryne Hoogmoed, 1985                          | 3     |
| Ansonia Stoliczka, 1870                              | 25    |
| Atelopus Duméril & Bibron, 1841                      | 82    |
| Bufo Laurenti, 1768                                  | 150   |
| Bufoides Pillai & Yazdani, 1973                      | 1     |
| Capensibufo Grandison, 1980                          | 2     |
| Churamiti Channing & Stanley, 2002                   | 1     |
| Crepidophryne Cope, 1889                             | 3     |
| Dendrophryniscus Jiménez de la Espada, 1871          | 7     |
| Didynamipus Andersson, 1903                          | 1     |
| Duttaphrynus Frost et. al., 2006                     | 6     |
| Epidalea Cope, 1864                                  | 1     |
| Frostius Cannatella, 1986                            | 2     |
| Ingerophrynus Frost et. al., 2006                    | 11    |
| Laurentophryne Tihen, 1960                           | 1     |
| Leptophryne Fitzinger, 1843                          | 2     |
| Melanophryniscus Gallardo, 1961                      | 20    |
| Mertensophryne Tihen, 1960                           | 20    |
| Metaphryniscus Señaris, Ayarzagüena & Gorzula, 1994  | 1     |
| Nectophryne Buchholz & Peters, 1875                  | 2     |
| Nectophrynoides Noble, 1926                          | 13    |
| Nimbaphrynoides Dubois, 1987                         | 2     |
| Oreophrynella Boulenger, 1895                        | 8     |
| Osornophryne Ruiz-Carranza & Hernández-Camacho, 1976 | 6     |
| Parapelophryne Fei, Ye & Jiang, 2003                 | 1     |
| Pedostibes Günther, 1876                             | 6     |
| Pelophryne Barbour, 1938                             | 9     |
| Pseudobufo Tschudi, 1838                             | 1     |
| Rhinella Fitzinger, 1826                             | 72    |
| Schismaderma (Ropucha)Smith, 1849                    | 1     |
| Truebella Graybeal & Cannatella, 1995                | 2     |
| Werneria Poche, 1903                                 | 6     |
| Wolterstorffina Mertens, 1939                        | 3     |

Rody Allophryne a Atelopus se zprvu řadily do čeledí alofrynovití (Allophrynidae) a Atelopodidae.

## Interakce s člověkem
V současnosti jsou ropuchy obvykle chráněné, v dřívějších dobách byly ale často zabíjeny, protože bývaly spojovány s čarodějnicemi a dalšími domnělými zlými bytostmi.